# Daniel Scheinert

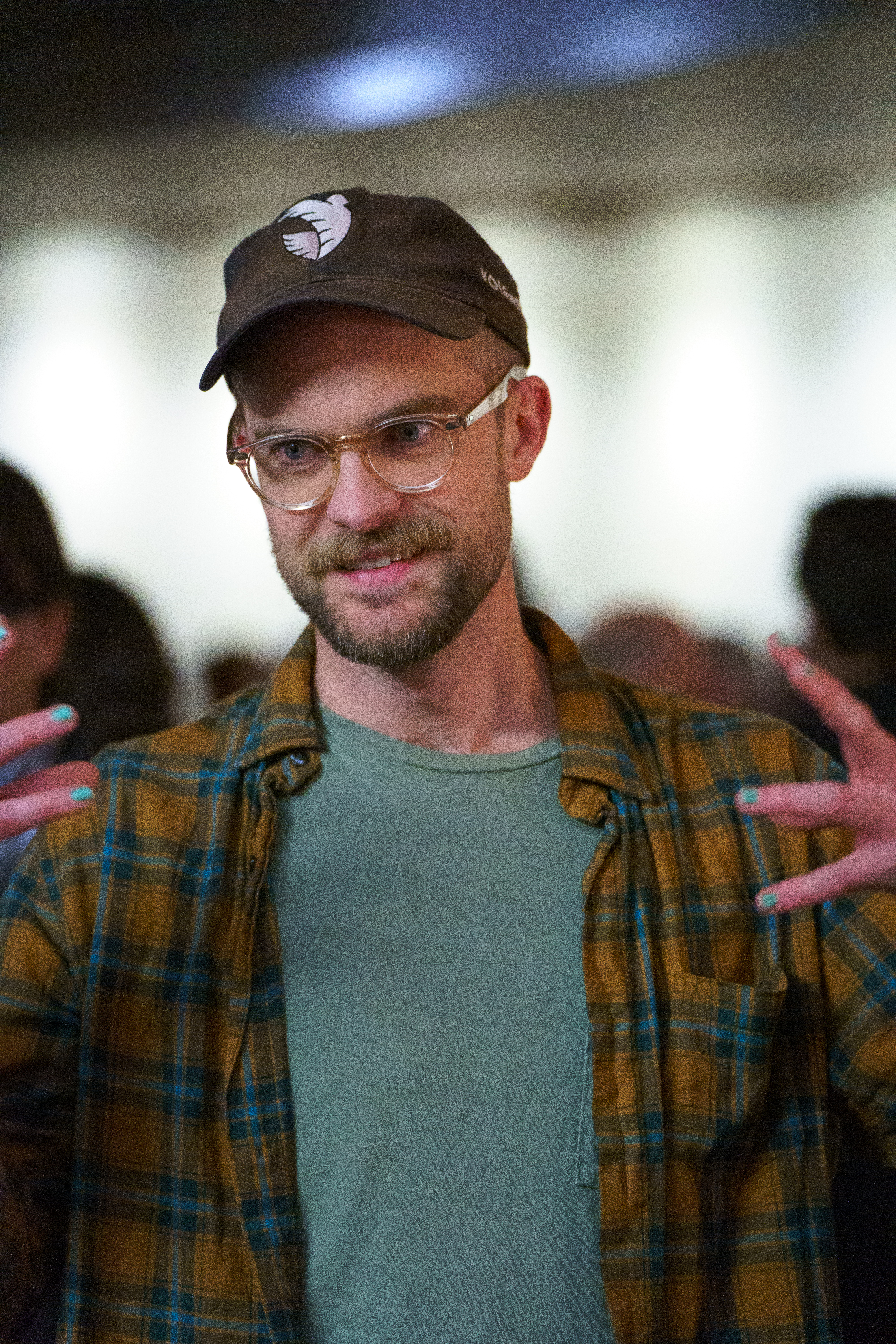
Daniel Scheinert (2024)

Daniel Scheinert (* 7. Juni 1987 in Birmingham, Alabama) ist ein US-amerikanischer Filmschauspieler, Drehbuchautor und Filmregisseur. Gemeinsam mit Daniel Kwan ist er unter dem Namen Daniels bekannt. Im Rahmen der Oscarverleihung 2023 wurde ihr Science-Fiction-Abenteuer Everything Everywhere All at Once als bester Film ausgezeichnet und Scheinert und Kwan gemeinsam für das beste Originaldrehbuch und die beste Regie.

## Leben
Daniel Scheinert wurde 1987 in Birmingham in Alabama geboren. Sein deutscher Nachname stammt von seinem Ur-Urgroßvater aus Preußen. Im Jahr 2009 schloss er sein Studium am Emerson College ab.
Im März 2014 stellte er in den USA das Musikvideo DJ Snake and Lil Jon: Turn Down for What vor, bei dem er gemeinsam mit Daniel Kwan Regie führte. Beide kannten sich vom Emerson College und besuchten die gleiche Animation Class. Für dieses erhielten sie gemeinsam 2015 eine Grammy-Nominierung. Ebenfalls 2015 arbeitete er mit Kwan für The Pound Hole zusammen. Fortan wurden sie als Duo Daniels bekannt. Auch bei Swiss Army Man, mit Paul Dano und Daniel Radcliffe in den Hauptrollen, führte er gemeinsam mit Kwan Regie. Der Film feierte im Januar 2016 beim Sundance Film Festival seine Weltpremiere. Auch für das Filmprojekt Omniboat: A Fast Boat Fantasia aus dem Jahr 2020 tat er sich mit Kwan zusammen. Ebenso bei ihrem zweiten gemeinsamen Spielfilm Everything Everywhere All at Once, der im März 2022 das South by Southwest Film Festival eröffnete, am 25. März 2022 in die US-Kinos und im darauffolgenden Monat in die deutschen Kinos kam. Scheinert führte zwischenzeitlich bei der Kriminalkomödie The Death of Dick Long Regie. Ende März 2023 wurde bekannt, dass Scheinert und Kwan als Regisseure der im Star-Wars-Universum angesiedelten Fernsehserie Skeleton Crew verpflichtet wurden.
Ende Juni 2023 wurde Scheinert Mitglied der Academy of Motion Picture Arts and Sciences.

## Filmografie
- 2008: Trust (Kurzfilm, Regie und Drehbuch)
- 2009: A Lovely Lady (als Schauspieler)
- 2011: My Best Friend’s Wedding/My Best Friend’s Sweating (Kurzfilm, als Schauspieler und Regie und Drehbuch)
- 2016: Swiss Army Man (Regie und Drehbuch)
- 2019: The Death of Dick Long (Regie und als Schauspieler)
- 2019: On Becoming a God in Central Florida  (Fernsehserie, eine Folge als Schauspieler)
- 2020: Omniboat: A Fast Boat Fantasia (Regie und Drehbuch)
- 2022: Everything Everywhere All at Once (Regie und Drehbuch)
- 2024: Star Wars: Skeleton Crew (Fernsehserie, Regie, 1 Folge)

## Auszeichnungen
British Academy Film Award
- 2023: Nominierung als Bester Film (Everything Everywhere All at Once)
- 2023: Nominierung für das Beste Originaldrehbuch (Everything Everywhere All at Once)
- 2023: Nominierung für die Beste Regie (Everything Everywhere All at Once)

British Independent Film Award
- 2022: Nominierung als Bester internationaler Independent-Film (Everything Everywhere All at Once)[11]

Camerimage
- 2011: Auszeichnung für das Beste Musikvideo (Manchester Orchestra: Simple Math)
- 2014: Auszeichnung für das Beste Musikvideo (DJ Snake and Lil Jon: Turn Down for What)

Critics’ Choice Movie Award
- 2023: Auszeichnung für die Beste Regie (Everything Everywhere All at Once)
- 2023: Auszeichnung für das Beste Originaldrehbuch (Everything Everywhere All at Once)[12]

Directors Guild of America Award
- 2023: Auszeichnung für die Beste Regie – Spielfilm (Everything Everywhere All at Once)[13]

Golden Globe Award
- 2023: Nominierung für das Beste Drehbuch (Everything Everywhere All at Once)
- 2023: Nominierung für die Beste Regie (Everything Everywhere All at Once)[14]

Gotham Awards
- 2022: Auszeichnung für den Besten Film (Everything Everywhere All at Once)

Grammy Awards
- 2013: Nominierung in der Kategorie Best Short Form Music Video (Houdini)
- 2015: Nominierung für das Beste Musikvideo (DJ Snake and Lil Jon: Turn Down for What)

Independent Spirit Award
- 2023: Auszeichnung für die Beste Regie (Everything Everywhere All at Once)
- 2023: Auszeichnung für das Beste Drehbuch (Everything Everywhere All at Once)[15]

Oscar
- 2023: Auszeichnung als Bester Film (Everything Everywhere All at Once)
- 2023: Auszeichnung für das Beste Originaldrehbuch (Everything Everywhere All at Once)
- 2023: Auszeichnung für die Beste Regie (Everything Everywhere All at Once)[16]

Satellite Award
- 2022: Nominierung für das Beste Originaldrehbuch  (Everything Everywhere All at Once)[17]

Saturn Award
- 2022: Nominierung für das Beste Drehbuch (Everything Everywhere All at Once)

South by Southwest Film Festival
- 2015: Nominierung für den Grand Jury Award – Midnight Short (Interesting Ball)

Sundance Film Festival
- 2016: Auszeichnung mit dem Directing Award - U.S. Dramatic (Swiss Army Man)
- 2016: Nominierung für den Grand Jury Prize - Dramatic (Swiss Army Man)
- 2016: Nominierung für den Short Film Grand Jury Prize (The Pound Hole)
- 2019: Nominierung für den NEXT Innovator Award (The Death of Dick Long)

Writers Guild of America Award
- 2023: Auszeichnung für das Beste Originaldrehbuch (Everything Everywhere All at Once)[18]